# Callimetopus panayanus
Callimetopus panayanus là một loài bọ cánh cứng trong họ Cerambycidae.